# Eugeniusz Małafiej
Eugeniusz Zenon Małafiej (ur. 1 kwietnia 1940 w Wilnie, zm. 13 października 2022) – polski lekarz, mikrobiolog, prof. dr hab.

## Życiorys
W 1964 ukończył studia medyczne w Akademii Medycznej w Łodzi. W 1965 rozpoczął pracę w Szpitalu Wojewódzkim w Zgierzu. W latach 1966–1993 pracował w Zakładzie Mikrobiologii Lekarskiej Wojskowej Akademii Medycznej. W 1970 uzyskał I stopień specjalizacji, w 1972 II stopień specjalizacji z mikrobiologii. W 1972 obronił pracę doktorską, w 1992 habilitował się na podstawie pracy zatytułowanej Mikrobiologiczna ocena aktywności napromienionych antybiotyków. Od 1993 pracował w Instytucie „Centrum Zdrowia Matki Polki”, gdzie od tegoż roku kierował Zakładem Mikrobiologii Klinicznej. 22 października 2007 uzyskał tytuł profesora nauk medycznych.
Był też zatrudniony na stanowisku docenta w Wyższej Szkole Kosmetyki i Nauk o Zdrowiu w Łodzi. oraz jako profesor nadzwyczajny w Katedrze Nauk Klinicznych i w Katedrze Medycyny Molekularnej i Biotechnologii Uniwersytetu Medycznego w Łodzi.